# Шмидт, Бернд
Бернд Шми́дт (нем. Bernd Schmidt; 1 декабря 1943, Альсфельд, Гессен — 19 июня 2024) — западногерманский футболист, играл на позиции защитника.

## Биография

### Игровая карьера
Шмидт начинал карьеру в клубе «Гессен-Кассель», за который играл два сезона. В 1967 году стал игроком бременского «Вердера», с которым были связаны последующие семь лет его футбольной карьеры. За бременский клуб Шмидт сыграл в Бундеслиге 150 матчей и забил 11 голов.
В 1974 году вернулся в «Гессен-Кассель», в котором играл в течение недолгого времени. Завершил карьеру игрока в клубе «Франкфурт».

### Смерть
Скончался 19 июня 2024 года в возрасте 80 лет.